# Invasión de Tulagi
La invasión de Tulagi del 3 y 4 de mayo de 1942 fue un conflicto bélico que formó parte de la Operación Mo, la estrategia del Imperio del Japón en el frente del Pacífico sur y suroeste en 1942. El plan consistía en que la Armada Imperial Japonesa capturara Tulagi y las islas cercanas del protectorado de las Islas Salomón. La ocupación de Tulagi debía dar protección al flanco de las fuerzas japonesas que avanzaban a Port Moresby en Nueva Guinea, así como proveer a las fuerzas de una base desde la cual pudieran amenazar e interceptar las rutas de comunicación entre los Estados Unidos, Australia y Nueva Zelanda.
Sin los medios necesarios para poder resistir la ofensiva japonesa en las Salomón, el Comisionado Residente británico del protectorado de las Salomón y las escasas tropas australianas asignadas a defender Tulagi evacuaron la isla justo antes del arribo de las tropas japonesas el 3 de mayo. Sin embargo, al día siguiente una fuerza especial de portaaviones estadounidenses en camino a Port Moresby para luchar contra el avance japonés (lo que resultó en la batalla del Mar de Coral) atacó por aire a las fuerzas invasoras que estaban desembarcando, destruyendo o dañando varios buques y aeronaves que estaban involucradas en la operación. De cualquier forma los japoneses ocuparon exitosamente Tulagi y comenzaron la construcción de una pequeña base naval.
Durante varios meses siguientes los japoneses establecieron una base naval para reabastecimiento de combustible, comunicaciones y de hidroaviones en Tulagi y los islotes cercanos de Gavutu y Tanambogo y, en julio de 1942, comenzaron a construir un aeródromo en Guadalcanal. Las actividades japonesas en Tulagi y Guadalcanal fueron observadas por aviones aliados de reconocimiento así como por coastwatchers australianos estacionados en el área. Dado que estas actividades amenazaban sus líneas de suministro y comunicación en el sur del Pacífico, los Aliados contraatacaron con desembarcos en Guadalcanal y Tulagi el 7 de agosto de 1942, dando inicio a la crítica campaña de Guadalcanal y una serie de batallas entre ambos bandos lo que, junto con la campaña de Nueva Guinea, decidiría el curso de la guerra en el Pacífico sur.

## Historia

### Contexto
El 7 de diciembre de 1941 los japoneses atacaron Pearl Harbor, Hawái, dejando inutilizados la mayor parte de los acorazados de la flota estadounidense del Pacífico y comenzando un estado de guerra formal entre ambas naciones. Al lanzar este ataque, los líderes japoneses buscaban neutralizar su flota, apoderarse de lugares ricos en recursos naturales y obtener bases militares estratégicas para defender su imperio. Poco después, otras naciones como el Reino Unido, Australia y Nueva Zelanda se unieron a los Estados Unidos como aliados en la guerra contra Japón. En palabras de la «Orden secreta Número uno» de la Flota Combinada de la Armada Imperial Japonesa, fechada el 1 de noviembre de 1941, los objetivos iniciales de las campañas de esta inminente guerra eran «(expulsar) a las fuerzas británicas y estadounidenses de las Indias Neerlandesas y las Filipinas, para establecer una política de autosuficiencia autónoma e independencia económica». Para realizar estos objetivos, durante los primeros meses de 1942 las fuerzas japonesas también atacaron y tomaron el control de Filipinas, Tailandia, Malasia, Singapur, las Indias Orientales Neerlandesas, la Isla Wake, Nueva Bretaña, las Islas Gilbert y Guam.
El vicealmirante Shigeyoshi Inoue, comandante de la 4.ª Flota japonesa (también llamada flota de los mares del sur) y formada por la mayoría de las unidades navales del Pacífico Sur, abogaba por tomar Lae, Salamaua y Port Moresby en Nueva Guinea y Tulagi en las Salomón. Inoue creía que la captura y control de estas ubicaciones podría proveer más seguridad a la mayor base japonesa, localizada en Rabaul, en Nueva Bretaña. El Estado Mayor Naval aprobó el plan de Inoue y comenzó a planear operaciones futuras, utilizando esas ubicaciones como bases de apoyo; tomarían Nauru, la isla Ocean, Nueva Caledonia, Fiyi y Samoa y, por consiguiente, cortarían las líneas de abastecimiento entre Australia y Estados Unidos. El objetivo además sería reducir o eliminar a Australia como una amenaza a las posiciones japonesas en el sur del Pacífico.
El Ejército Imperial Japonés apoyó la idea de tomar Port Moresby en abril de 1942 y con la Armada, desarrolló un plan de ataque denominado «Operación Mo». El plan también incluía la toma de Tulagi, una pequeña isla ubicada al sur de las Salomón, donde se establecería una base de hidroaviones que se utilizaría contra territorios aliados y sus fuerzas en el sur del Pacífico. Aunque el almirante Isoroku Yamamoto, comandante de la Flota Combinada, estaba planeando una operación con la cual esperaba atraer a la flota del Pacífico de la Armada de los Estados Unidos a una batalla decisiva en el Pacífico central, envió a algunos de sus barcos más grandes para apoyar la operación, colocando a Inoue como encargado de las fuerzas navales enviadas.

### Movimientos previos

El área del Pacífico en 1942. Las líneas rojas ilustran los territorios incluidos en ese momento al Imperio del Japón. Guadalcanal y Tulagi se encuentran al centro, en la parte inferior del mapa.

Una fuerza consistente en dos portaaviones pesados, un portaaviones ligero, un portahidroaviones, nueve cruceros y 13 destructores se dividieron en varios elementos para auxiliar el convoy de invasión que se dirigía a Port Moresby, así como para atacar a los barcos de guerra enemigos que se acercaran al área para responder ante la invasión. La fuerza de invasión de Tulagi, la cual consistía en los destructores Kikuzuki y Yūzuki, los minadores-transportes Okinoshima y Kōei Maru, los dragaminas Wa #1, Wa #2, Hagoromo Maru, Noshiro Maru #2 y Tama Maru, los cazasubmarinos Toshi Maru #3 y Tama Maru #8 y los transportes Azumasan Maru, y comandada por el contraalmirante Kiyohide Shima (su buque insignia era el Okinoshima), partió de Rabaul el 30 de abril y se dirigió a las Salomón. El contraalmirante Aritomo Gotō brindó cobertura aérea para la invasión con su flota de un portaaviones ligero (Shōhō), cuatro cruceros y un destructor, localizados justo al oeste de las Salomón centrales. Otro grupo externo de cobertura comandado por el contraalmirante Kuninori Marumo, integrada por dos cruceros ligeros, el portahidroaviones Kamikawa Maru y tres cañoneras, se unieron al grupo principal de cobertura para la invasión de Tulagi. Una vez que la isla estuviera asegurada el 3 o 4 de mayo, las flotas de cobertura proporcionarían apoyo en la invasión de Port Moresby.
En ese momento Tulagi era la capital del protectorado de las Islas Salomón Británicas, el cual incluía todas las Salomón a excepción de Bougainville y Buka. William Sydney Marchant, el Comisionado Residente de las Salomón y comandante a cargo de la defensa local, dirigió la evacuación de la mayoría de los civiles blancos residentes a Australia en febrero de 1942. Marchant fue evacuado a Malaita al mes siguiente.
Las únicas fuerzas aliadas militares en Tulagi eran 24 Comandos del Ejército australiano bajo el mando del capitán A. L. Goode, además de alrededor de 25 miembros el 11.° Escuadrón de la Real Fuerza Aérea Australiana bajo el mando del oficial de vuelo R. B. Peagam, quienes operaban una base de hidroaviones en Gavutu-Tanambogo con cuatro aviones de reconocimiento PBY Catalina. Además, tres coastwatchers aliados se encontraban cerca, en Guadalcanal. Su labor era reportar cualquier movimiento enemigo o actividad sospechosa que observaran en las proximidades de las estaciones. Todos los coastwatcher eran comisionados como oficiales de la Real Reserva Naval de Voluntarios Australianos, organismo dirigido por el capitán de corbeta Eric Feldt, quien se encontraba en Townsville, Australia, pensando en que se podía prevenir que fueran ejecutados por espionaje.

Mapa de Guadalcanal y Tulagi en 1942.

Durante la mayor parte del mes de abril los japoneses mantuvieron bombardeos poco metódicos en Tulagi, los cuales causaron poco o ningún daño. Los coastwatchers de Guadalcanal generalmente podían avisar a las tropas australianas de la isla cuando las aeronaves enemigas se aproximaban, pero las tropas no contaban con el armamento necesario para hacerles frente seriamente. El 25 de abril Tulagi fue bombardeado por ocho aeronaves. Bombardeos similares tuvieron lugar casi diariamente durante la semana siguiente, cuando un bombardeo, el 1 de mayo, dañó seriamente una de las Catalinas de Gavutu. Los Catalinas restantes evacuaron exitosamente el mismo día.
Personal aliado de inteligencia había descifrado la mayor parte de los planes de la Operación Mo gracias a que habían interceptado mensajes por radio desde Melbourne, Australia, Pearl Harbor y Hawái. Basándose en esta información, el 22 de abril el almirante Chester Nimitz, estacionado en Pearl Harbor, dirigió las fuerzas aliadas hacia el Mar de Coral para interceptar la operación. El 27 de abril la Fuerza Especial 17 (TF17) del portaaviones USS Yorktown, bajo el mando del vicealmirante Frank Jack Fletcher, salió de Tonga y se unió a la Fuerza Especial 11 (TF11) del portaaviones USS Lexington aproximadamente a 480 kilómetros al noroeste de Nueva Caledonia el 1 de mayo. Ese mismo día Fletcher despachó a la TF11 para que recargara combustible, esperando volverse a juntar con el Lexington y sus escoltas el 4 de mayo en una posición predeterminada en el Mar de Coral.

### Desembarcos del día 3 de mayo

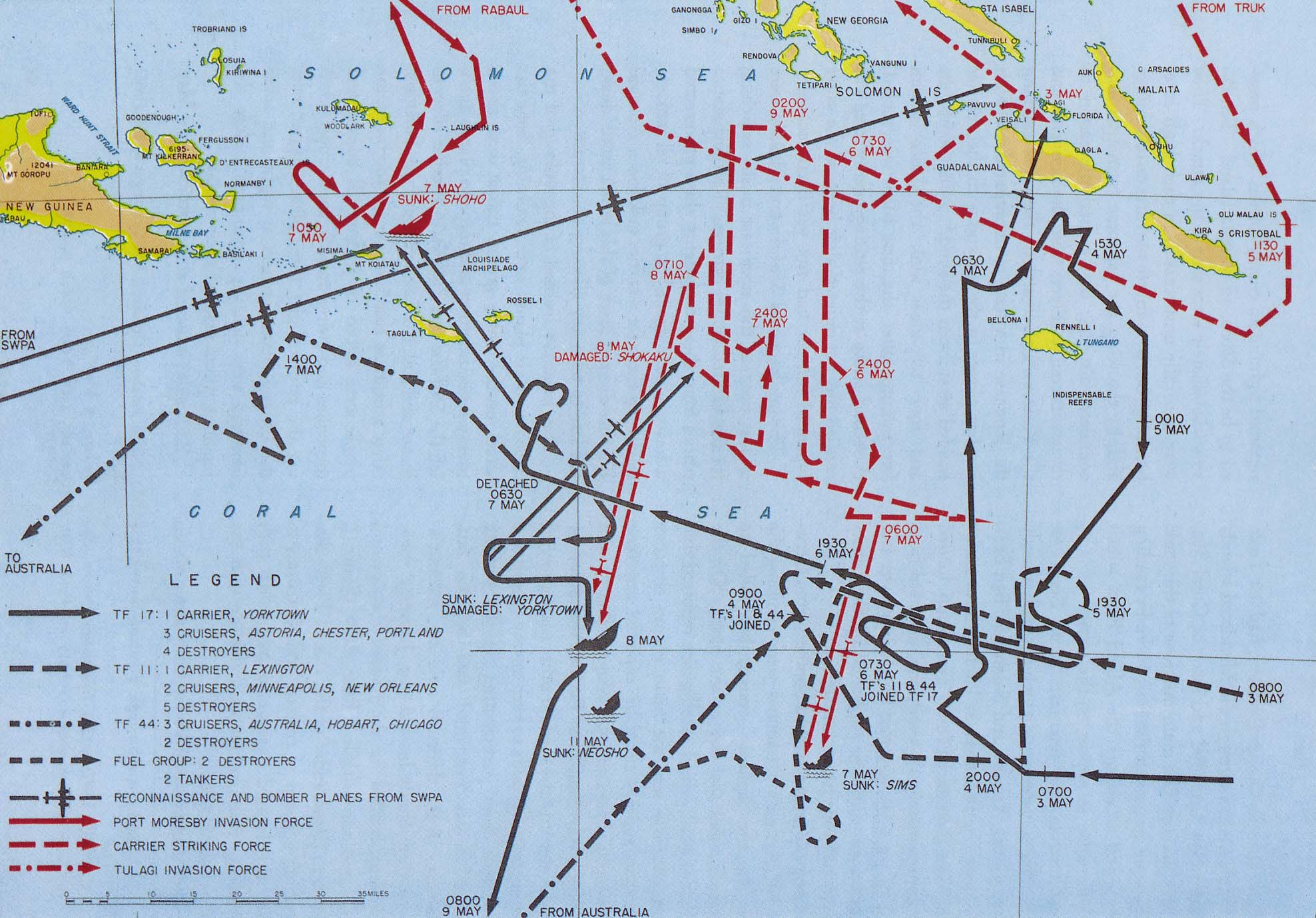
Mapa de la batalla del Mar de Coral del 3 al 9 de mayo de 1942. Las acciones que involucraban desembarcos japoneses en Tulagi así como los ataques de aeronaves del Yorktown aparecen en la parte superior derecha del mapa.

El 2 de mayo el coastwatcher Jack Read en Boungainville reportó que una gran fuerza de barcos japoneses, la cual se creía era parte de la fuerza de invasión a Tulagi, había zarpado del área de Buka. Más tarde ese mismo día el coastwatcher D. G. Kennedy en Nueva Georgia avistó y reportó una gran fuerza de barcos japoneses que se dirigía hacia las Salomón del sur. Poco después Goode y Peagam, anticipando que los japoneses atacarían con un número abrumador de tropas, ordenaron la ejecución de la operación de evacuación que habían planeado con anticipación, destruyendo equipos y demoliendo instalaciones en Tulagi y Gavutu-Tanambogo. Personal de la RAAF y los comandos abordaron dos pequeños barcos la mañana del 3 de mayo con rumbo a Vila, Nuevas Hébridas, justo cuando los barcos de Shima entraron al estrecho de Savo para comenzar los desembarcos en Tulagi. El barco que transportaba al personal de la RAAF pasó el día con el coastwatcher y oficial de distrito del protectorado Martin Clemens en Aola, Guadalcanal, y partió durante la noche.
Hidroaviones procedentes del Kamikawa Maru, temporalmente con base en Thousand Ships Bay en la Isla de Santa Isabel, apoyaron el desembarco japonés. Alrededor de 400 tropas navales, principalmente del 3.ªFuerza Especial Naval de Desembarco de Kure, desembarcaron en barcazas e inmediatamente comenzaron la construcción de instalaciones en Tulagi y Gavutu-Tanambogo. Aeronaves del Shōhō brindaron cobertura hasta comienzos de la tarde, cuando la fuerza de Gotō partió rumbo a Boungainville para recargar combustible como preparación a los desembarcos en Port Moresby. Una vez que las tropas se encontraron en tierra, seis hidroaviones aterrizaron en el puerto de Tulagi como parte del plan de establecer una base de hidroaviones allí.
A las 17:00 del 3 de mayo, Fletcher fue notificado de que la fuerza japonesa de invasión a Tulagi había sido avistada un día antes aproximándose a las islas Salomón del sur. Incapaz de comunicarse con la fuerza especial del Lexington debido a la necesidad de mantener silencio por radio, la fuerza especial del Yorktown procedió independientemente hacia Guadalcanal con el objetivo de encontrarse en posición de lanzar un ataque aéreo en contra de los japoneses en Tulagi a la mañana siguiente. Acompañando al Yorktown se encontraban los cruceros Astoria, Chester y Portland, además de los destructores Hammann, Anderson, Perkins y Sims.

### Ataques aéreos del 4 de mayo
A las 07:01 del 4 de mayo el Yorktown lanzó su primer ataque por medio de 12 torpederos TBD Devastator y 28 bombarderos en picado SBD Dauntless desde una posición aproximada de 160 kilómetros al sur de Guadalcanal. Las aeronaves comenzaron a atacar los barcos de Shima anclados cerca de Tulagi a las 08:05, tomando a los barcos enemigos por sorpresa y anclados. El Okinoshima y dos destructores estaban colocados de tal forma que pudieran proveer una barrera protectora al Azumasan Maru y al Kōei Maru, los cuales estaban ocupados descargando material y desembarcando a las tropas. Los tres dragaminas justo se habían puesto en marcha para apoyar la invasión a Port Moresby y aún se encontraban cerca de Tulagi. Aunque los pilotos estadounidenses del primer ataque aseguraron que muchas bombas y torpedos habían golpeado en los barcos anclados, de hecho sólo el Okinoshima recibió daños menores y el Kikuzuki daños mayores. El Kikuzuki, con la ayuda de uno de los cazasubmarinos, fue varado en Gavutu en un intento de evitar su hundimiento. Durante este tiempo todos los otros barcos levaron anclas e intentaron escapar de la bahía. Un bombardero en picado estadounidense destruyó además un hidroavión F1M2 Pete mientras éste intentaba despegar durante el ataque.

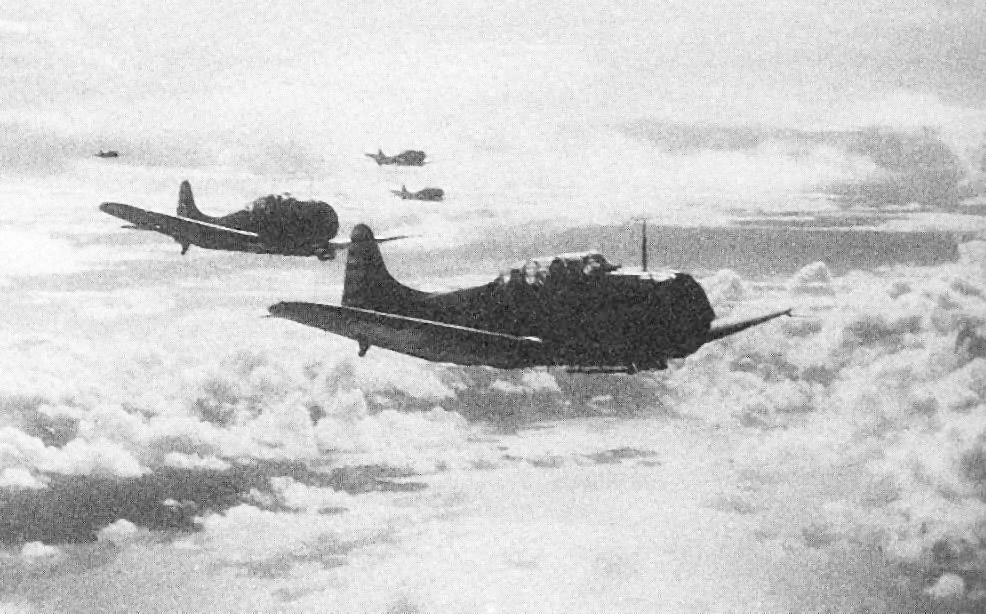
Aeronaves SBD del Yorktown regresan al portaaviones después de atacar a la flota japonesa que se encontraba en la bahía de Tulagi.

El segundo ataque del Yorktown comenzó a las 12:10 con las mismas aeronaves que habían participado anteriormente. Aunque muchos barcos japoneses estaban navegando a máxima velocidad en un intento de alejarse lo más posible de la bahía de Tulagi, las aeronaves enemigas atacaron y hundieron a los dragaminas #1 y #2 y dañaron severamente al Tama Maru al noreste de la Isla de Savo. Otro hidroavión japonés fue derribado por un bombardero en picado durante este ataque. Cuatro cazas F4F Wildcat del Yorktown se unieron al ataque, derribando dos aeronaves japonesas más sobre la isla de Florida. Los cuatro cazas posteriormente ametrallaron al Yūzuki, matando al capitán y otros nueve miembros de la tripulación, causando además daños moderados a la embarcación. Dos o tres hidroaviones fueron dañados en Tulagi, falleciendo sus tripulantes.
Un tercer ataque menor del Yorktown arribó a las 15:30 causando daños moderados en el Azumasan Maru y el Okinoshima. Uno de los TBD del tercer ataque se perdió, se quedó sin combustible y se estrelló en el mar aproximadamente a 60 kilómetros al sur de Guadalcanal. Dos Wildcat del segundo ataque también se quedaron sin combustible y se estrellaron en la costa sur de Guadalcanal. Fletcher envió a los destructores Hammann y Perkins para rescatar a los tripulantes de las tres aeronaves. El Hammann encontró a los pilotos de los dos cazas, pero el Perkins fue incapaz de localizar la tripulación del TBD. Ambos destructores regresaron con la fuerza especial del Yorktown durante la tarde mientras que la flota se alejaba de Guadalcanal hacia el sureste para recargar combustible y encontrarse con el Lexington al día siguiente.

## Consecuencias

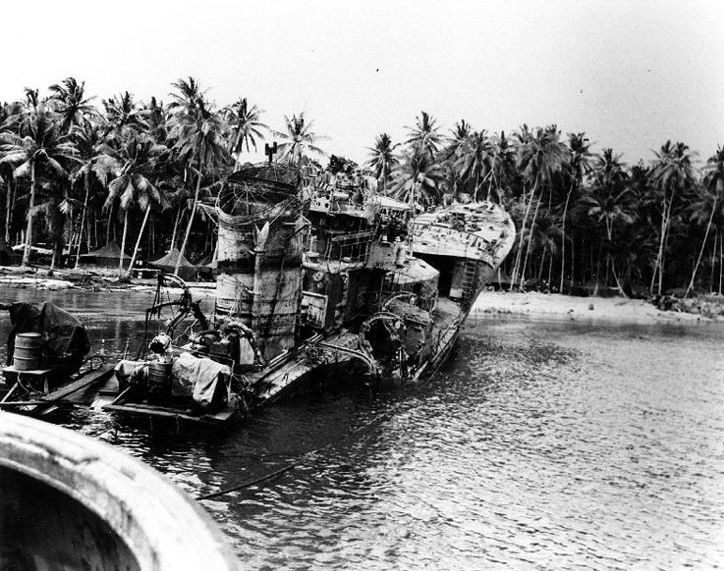
El casco oxidado del Kikuzuki, fotografiado en Tulagi en agosto de 1943 después de que fuerzas estadounidenses arrastraran los restos hasta la playa.

El 5 de mayo el Kikuzuki se deslizó desde la playa de Gavutu y se hundió en la bahía de Tulagi (09°07′S 160°12′E / -9.117, 160.200). El Tama Maru se hundió dos días después. Los otros barcos dañados pudieron llegar a Rabaul y Kavieng para ser reparados. El Hagoromo Maru y el Noshiro Maru #2 se unieron al grupo de invasión de Port Moresby. El 10 de mayo mientras que el Okinoshima participaba en el primer intento japonés de tomar las islas de Banaba y Nauru, durante la denominada Operación RY, fue hundido por el submarino USS S-42 a poca distancia de Nueva Irlanda (05°06′S 153°48′E / -5.100, 153.800). Un total de 87 miembros de la Armada Japonesa fallecieron durante los ataques aéreos del 4 de mayo, mientras que 36 miembros de las fuerzas de desembarco resultaron gravemente heridos. La tripulación perdida del TBD del Yorktown llegó a Guadalcanal después de estar a la deriva tres días en el océano. Un misionero católico los llevó con Martin Clemens, quien preparó un bote para llevarlos a San Cristóbal, donde posteriormente otro barco los llevó a Nueva Hébridas. Finalmente, los tripulantes pudieron reunirse nuevamente con las fuerzas estadounidenses.
Después de atacar Tulagi, el Yorktown se reunió con el Lexington y ambos portaaviones se enfrentaron con el resto de las fuerzas japonesas involucradas en la Operación Mo en la batalla del Mar de Coral del 6 al 8 de mayo. Durante la batalla el Lexington fue hundido y el Yorktown dañado. Los japoneses perdieron al Shōhō, que fue hundido, un portaaviones resultó severamente dañado, además de que sufrieron graves bajas de pilotos y aeronaves. Temiendo más ataques aliados desde aeronaves con base en tierra o de buques de guerra e incapaces de dar cobertura aérea a sus tropas en tierra, los japoneses abandonaron el plan de atacar Port Moresby con la intención de realizarlo otra vez posteriormente. El intento de tomar Port Moresby por la vía marítima nunca ocurrió, principalmente por la derrota de la Armada en el mes de junio durante la Batalla de Midway. En su lugar los japoneses trataron de atacar por tierra, a lo largo del Sendero Kokoda. El fracaso de tomar Port Moresby en mayo de 1942 tendría implicaciones estratégicas importantes a largo plazo, muchas de las cuales involucrarían la pequeña base naval japonesa en Tulagi.

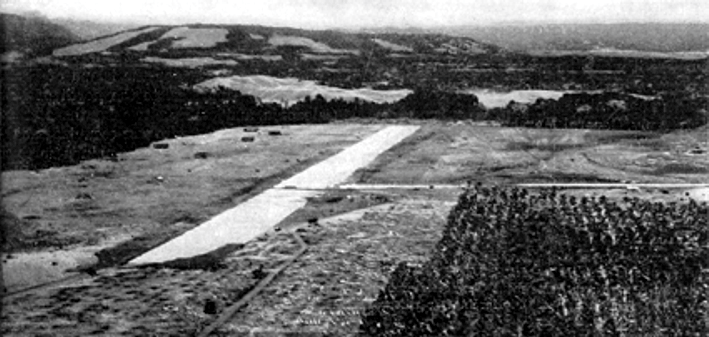
El aeródromo que estaba siendo construido por los japoneses en Lunga Point, Guadalcanal, en julio de 1942. El aeródromo posteriormente fue capturado por los Aliados y renombrado como Campo Henderson.

A pesar de los daños que sufrieron sus barcos y fuerzas de desembarco por los ataques aéreos, los japoneses prosiguieron con la construcción de una base de hidroaviones en Tulagi y Gavutu, recibiendo más refuerzos y trabajadores de construcción durante los meses siguientes. La base pronto estuvo en operaciones con aeronaves del Grupo Aéreo Yokohama, las cuales comenzaron patrullajes de reconocimiento en el área a partir del 6 de mayo. El 27 de ese mes los japoneses inspeccionaron el área de Lunga Point en Guadalcanal pensando en la posible ubicación donde se pudiera construir un gran aeródromo. 
El 13 de junio el Estado Mayor Naval aprobó la construcción del aeródromo en esa ubicación y el 19 el almirante Inoue visitó el lugar antes de que se comenzaran las labores de construcción. Al día siguiente tropas japonesas comenzaron a limpiar el área de maleza y, el 6 de julio, un convoy de doce barcos llevó 2000 trabajadores japoneses y coreanos más 500 tropas navales de combate para que dirigieran los esfuerzos. 
Los coastwatchers que estaban en Guadalcanal y aviones de reconocimiento observaron los esfuerzos de construcción del aeródromo. Catalinas y B-17 Flying Fortress con base en Port Moresby, Efate, Noumea y Espíritu Santo bombardearon frecuentemente las bases japonesas en Guadalcanal, Tulagi y Gavutu durante varios meses siguientes, aunque no causaron daños importantes. Durante los combates aéreos varios hidroaviones japoneses y bombarderos aliados fueron destruidos.
Los Aliados se preocuparon sobremanera por la construcción del aeródromo japonés en Guadalcanal, pues, si este se terminaba, las aeronaves podían amenazar sus operaciones entre Australia, Nueva Zelanda y los Estados Unidos. Las dos victorias estratégicas de los Aliados en el Mar de Coral y Midway les brindaron la oportunidad de tomar la iniciativa y lanzar una ofensiva contra los japoneses. Un plan para atacar las islas del sur de las Salomón fue concebido por el almirante Ernest King, comandante Supremo de la Flota de los Estados Unidos. King propuso impedir a los japoneses el uso de dichas islas para que no pudieran amenazar las rutas de abastecimiento entre los Estados Unidos y Australia, además de utilizarlas como punto de partida de una campaña militar. Su objetivo era neutralizar o capturar la mayor base japonesa de Rabaul, al mismo tiempo que apoyar la campaña de Nueva Guinea, con el eventual objetivo de abrir paso a los Estados Unidos para poder retomar las Filipinas. El almirante Chester Nimitz creó el teatro del Pacífico sur, con el vicealmirante Robert L. Ghormley al mando para dirigir la ofensiva de los Aliados en las Salomón.
El fracaso de los japoneses de tomar Port Moresby y su derrota en Midway dejó desprotegida su base en Tulagi sin el apoyo de otras bases. Tulagi se encontraba a cuatro horas de vuelo desde Rabaul, la base japonesa más cercana. El 7 de agosto de 1942, 11 000 marines de los Estados Unidos desembarcaron en Guadalcanal y otros 3000 lo hicieron en Tulagi e islas cercanas. Las tropas japonesas de Tulagi fueron abrumadas y prácticamente murieron todos los defensores durante la batalla de Tulagi y Gavutu-Tanambogo, mientras que los marines capturaron el aeródromo de Luga Point sin mucha resistencia. Así comenzó la Campaña de Guadalcanal, la cual dio como resultado una serie de largas batallas de fuerzas combinadas entre Aliados y japoneses durante los siguientes seis meses la cual, junto con la Campaña de Nueva Guinea, decidiría el destino de los esfuerzos de Japón por asegurar su frontera sur del imperio en el Pacífico.